# Igreja de São Lourenço (Pamplona)

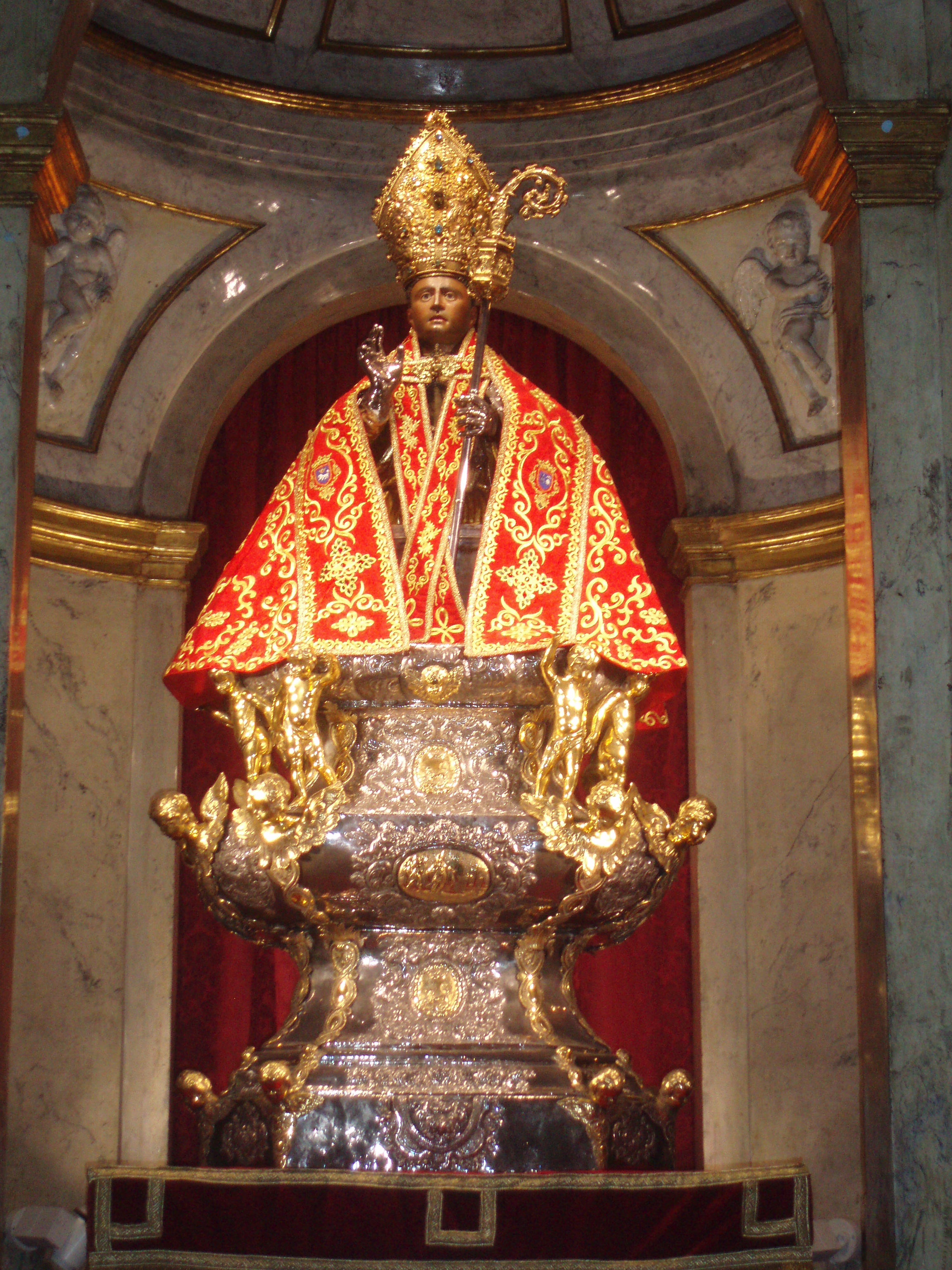
Busto de São Firmino, na capela do mesmo nome da Igreja de São Lourenço

A Igreja de São Lourenço (em castelhano: Iglesia de San Lorenzo) é um edifício religioso católico situado no centro histórico de Pamplona, a a capital da Comunidade Foral de Navarra, no norte de Espanha. Originalmente construída no século XIV, poucos vestígios existem dessa época. O elemento arquitetónico e simbólico mais valioso da igreja atualmente é a capela de São Firmino, o padroeiro da Diocese de Pamplona e o santo mais popular da cidade que o viu nascer.

## História e arquitetura
A igreja situa-se no extremo da Calle (Rua) Mayor, no cruzamento com a Calle Taconera. Quando foi construída, no século XIV, a igreja servia também como fortaleza e fazia parte do sistema defensivo da cidade. Foi erigida pelos pamploneses que habitavam o burgo de San Cernin, onde a maioria dos residentes eram francos, homens livres vindos principalmente de França, que gozavam de grandes privilégios e que não permitiam que os locais compartilhassem os seus espaços de reunião.
Do edifício medieval apenas resta uma torre e alguns vestígios ocultos. A igreja atual foi construída no século XVIII em estilo neoclássico e foi completada em 1805 por Juan Antonio de Pagola. A planta é de cruz grega, orientada para o Rincon de la Aduan. A igreja chama a atenção pelo jogo geométrico das suas cúpulas e pela lanterna que coroa a parte superior do cruzeiro, de tijolo vermelho cujo exterior apresenta um esmerado trabalho, em algumas partes salpicado com cerâmica colorida com o escudo da cidade, que contrastam com a pedra da galeria de arcos presente no piso térreo.
A fachada atual, da autoria de Florencio de Ansoleaga, foi construída em 1901. A fachada barroca anterior foi derrubada porque sofreu muitos estragos causados por bombas disparadas da cidadela pelas forças do general Leopoldo O'Donnell durante as Guerras Carlistas do século XIX. A verticalidade original diminuiu ao desaparecer um corpo piramidal sobre o dos sinos.

## Capela de São Firmino
Na igreja do século XIV já existia uma capela dedicada a São Firmino (em castelhano: Sant Fermín). A capela atual, onde se encontra quase todo o ano o santo co-padroeiro de Navarra, foi construída em 1696 por iniciativa do Ayuntamiento segundo um projeto dos arquitetos Santiago Raón, Frei Juan de Alegría e Martín Zaldúa, tendo as obras ficado concluídas em 1717. Inicialmente a capela era barroca, mas a reforma de Santos Ángel de Ochandátegui em 1797 deu-lhe um ar neoclássico. Durante o restauro levado a cabo em 1989 procurou repor-se o ambiente barroco original.
No altar principal da capela encontra-se um busto-relicário daquele que é o santo mais popular de Pamplona, datada do final do século XV e que contém as relíquias do santo. A imagem é de madeira policromada guarnecida a prata, finamente decorada com motivos florais que não são normalmente visíveis pois normalmente o santo está coberto com um manto vermelho e dourado. A tez do santo é escura, o que pode dever-se a que São Firmino fosse negro ou ao fumo das velas que escureceu a cor original. Devido a isso o santo é por vezes chamado de morenico (morenito).
A imagem de São Firmino foi colocada na capela no dia 6 de julho de 1717, vésperas da sua festividade em Pamplona e primeiro dia das grandes festas em sua honra, os Sanfermines. Desde essa data, só nas manhãs dos dias 7 de julho é que a imagem sai da capela, para sair em procissão ao som de dulzainas, txistus e caixa por ruas abarrotadas de gente escrupulosamente vestida de pamplonico (vermelho e branco). O santo é venerado à sua passagem com cantos danças, orações e a emoção de milhares de pamploneses. A procissão já se realizava em 1386, quando o rei de Navarra Carlos II trouxe uma relíquia de São Firmino de Amiens, onde ele foi martirizado em 303, e a colocou na respetiva capela da Igreja de São Lourenço. No século XVI foram trazidas mais relíquias de Amiens.
O manto da imagem é chamada de el capotico (o capotezinho) pelos participantes (mozos) do encierro (corrida de touros), que apelam a São Firmino que lhes "atire um capote" para os proteger do perigo de correr em frente aos touros.